# Saidi Abdallah bin Salim
Saidi Abdallah bin Salim (auch: Abdallah III.; geb. 1836/37; gest. 3. Februar 1891) war der letzte Sultan der Insel Anjouan im Archipel der Komoren. Er kam 1855 im Alter von 18 oder 19 Jahren an die Macht, nach dem Tod seines Vaters Sultan Salim bin Alawi.
Im Verlauf seiner Herrschaft verschob sich das Herrschaftsgefüge auf der Insel von anglo-amerikanischen Einflüssen hin zu einem Protektorat der Franzosen. Von den Europäern wurde Said Abdallah als intelligent und scharfsinnig angesehen und er bemühte sich zu Beginn seiner Regierungszeit die Regierung zu modernisieren und das Strafrecht zu humanisieren, jedoch ohne großen Erfolg: die Aristokraten, die zusammen mit ihm in Port Louis, Mauritius, erzogen worden waren und die an ein Leben des Müßigganges gewohnt waren, waren für ihn keine Hilfe.
Am Anfang seiner Regierungszeit war der englische Planter Sunley besonders einflussreich, da Said Abdallah in Zusammenarbeit mit ihm 1864 in Bambao eine Plantage gründete. Allerdings geriet er in Schwierigkeiten, als er diesen Partner wieder loswerden wollte.
1866 nahm er schließlich die Bedingungen des französischen Protektorats an um den Auflagen der Engländer zu entkommen. Aber auch dann leistete er noch passiven Widerstand gegen den Einzug der Franzosen und die Einsetzung eines Résident permanent auf der Insel. Erst als die Marine die Zitadelle belagerte und Mutsamudu besetzte, war der Sultan gezwungen einzulenken, aus Angst, dass seine Brüder von seiner Schwäche profitieren und ihn Absetzen könnten. Immer wieder zögerte er und zog sich zurück nach Bambao, wodurch er den Resident isolierte und damit ein Erstarken des Protektorats verhinderte.